# Замок Роскреа

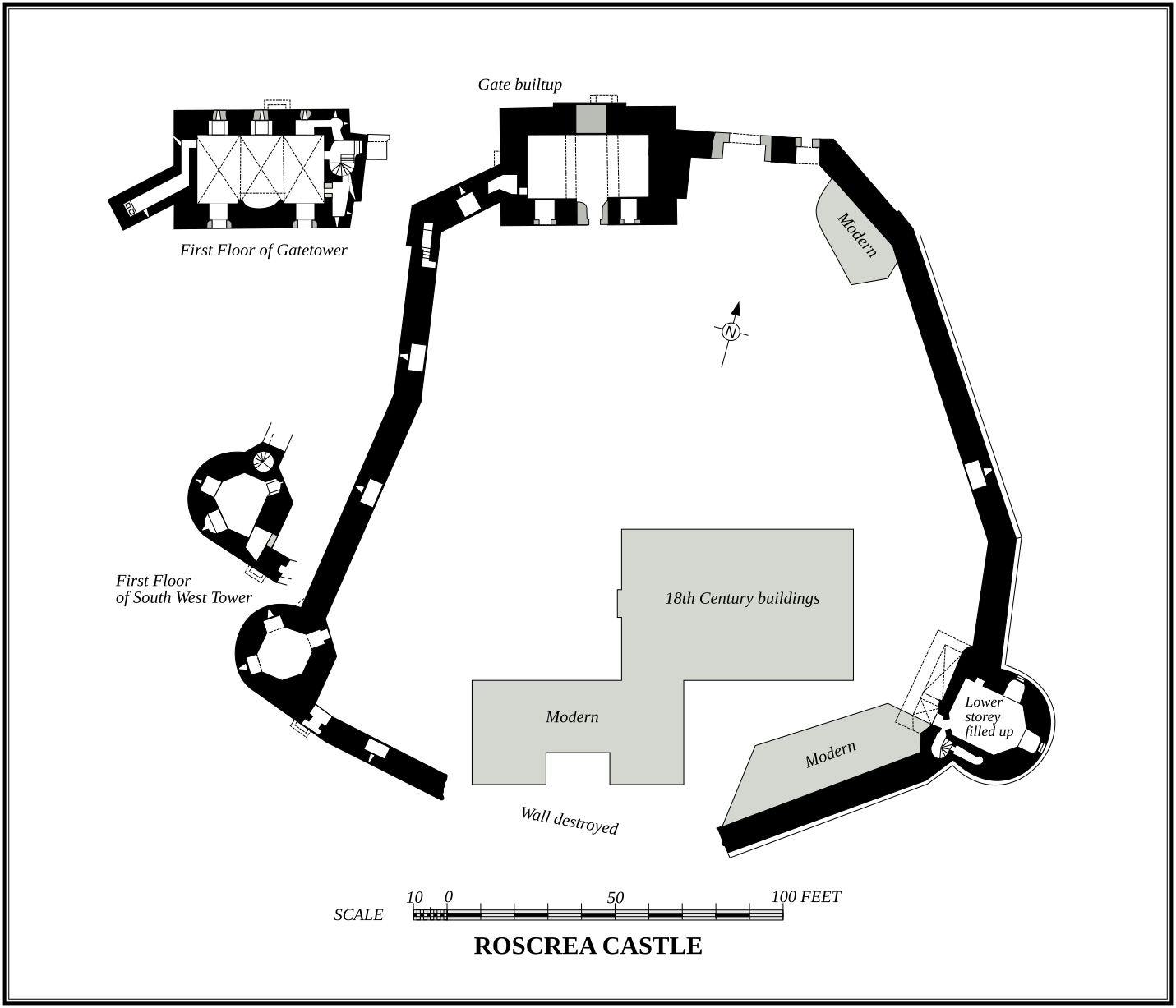
План замку Роскреа.

Замок Роскреа (англ. Roscrea Castle) — один із замків Ірландії, розташований в графстві Тіпперері, в місті Роскреа. Замок побудований в ХІІІ столітті, має стіни, кутові вежі та внутрішній двір. Поруч є будинки та сад XVIII століття. Замок є частиною Центру історичної спадщини Роскреа.

## Історія замку Роскреа
Замок іноді називають замком Короля Джона, бо його спорудження приписують королю Англії Джону Безземельному. Але насправді нинішня споруда замку Роскреа була побудована вже після його смерті. У часи короля Джона був побудований дерев'яний замок типу «motam et bretagium» — «рів та башта» в 2013 році. На час будівництва ця земля належала єпископу Кіллалоу. Будівництво відбувалось під наглядом юстиціарія Ірландії Генрі Лондонського. Це була частина політики короля Англії Джона Безземельного щодо захисту завойований земель Ірландії від непокірних ірландських кланів, що продовжували боротьбу за свободу і намагались повернути відібрані в них землі. У 1315 році замок та землі навколо нього отримав у володіння Батлер — граф Ормонд. Батлери володіли цим замком до XVIII століття. У 1640 році спалахнуло повстання за незалежність Ірландії. Замок став ареною боїв. У 1646 році замок взяли штурмом війська ірландського ватажка Оуена Роу О'Ніла. У 1650 році замок захопили англійські війська Олівера Кромвеля. Олівер Кромвель конфіскував замок у власників і дарував його своєму офіцеру Генрі Іретону. Потім замок був повернений герцогам Ормонд. У 1703 році герцог Ормонд продав замок королівській лікарні Кілмайгам. У 1722 році замок купив місцевий торговець Джон Дамер. Пізніше замок придбав граф Портарлінгтон. З 1798 року замок використовувався як казарми для британської армії. У замку стояв гарнізон чисельністю 350 солдатів. Потім в замку була школа. Потім в замку була бібліотека. Потім в замку був санаторій для хворих на сухоти. Замок поступово руйнувався, потім завалився дах. У 1950 році був здійснений ремонт замку. У 1892 році замок визнали пам'яткою історією та архітектури Ірландії національного значення.

## Особливості архітектури
Дерев'яний замок Роскреа був зруйнований ще в ХІІІ столітті і на його місці був збудований кам'яний замок. На будівництво кам'яного замку було витрачено величезну на той час суму — 875 фунтів стерлінгів в період 1274—1295 років. Будівництвом керував Джон де Лідьярд. Нинішній замок Роскреа являє собою двір, що оточений мурами, баштами та ровом. Стіни товщиною до 2,5 м. У давні часи замок був оточений річкою та ровом, що був наповнений водою. Головна резиденція каштеляна замку являє собою триповерхову прямокутну башту на північній стороні замку. Є ще дві круглих вежі. Південно-західна вежа називається вежею Ормонда, має кімнати з каміном та гербом XVII століття. Південно-східну вежу називають вежею короля Джона. Вона має 3 поверхи. Ворота були побудовані в 1280 році. Нинішні ворота були побудовані IV графом Ормонд в XV столітті. Ворота колись мали підйомний міст. Під воротами колись були підземелля, де розміщувалась в'язниця. У XVII столітті замок був добудований — побудували житлові будинки, димарі, каміни, зубці на стінах. Збереглися гвинтові сходи, що ведуть на верхні поверхи. Дах був перебудований в XVIII столітті. У ХІХ столітті дах був перебудований. Двір містить споруди XVIII століття. Збереглися гіпсові прикраси XVII століття.

## Будинок Дамера
У 1728 році Джон Дамер побудував великий будинок в стилі короля Георга на території замку. Є будинок у стилі королеви Анни — трьохповерховий будинок, що має 9 вікон та сходи. Незважаючи на те, що будинок Дамера був визнаний пам'яткою архітектури його вирішили знести в 1960 році. Будинок був врятований від знесення після кампанії Десмонда Гіннесса та Ірландського георгієвського товариства. Будинок віддали в оренду товариству в 1973 році. Будинок було відреставровано в 1980—1983 роках. Будинок був відкритий для широкого загалу. Потім оренда була передана Товариству спадщини Роскрея. Реставрація була завершена в 1990-х роках службою національної спадщини Духас з додатковим фінансуванням від Борда Файле на суму 100 000 фунтів стерлінгів за рахунок державної комісії з архітектури. На проєкт було витрачено понад 1,3 мільйони фунтів стерлінгів, що дозволило зберегти багато оригінальних елементів. Будинок належить графству Тіпперері та управляється Товариством спадщини Роскрея.